# Montrouge
Montrouge è un comune francese di 48 755 abitanti situato nel dipartimento dell'Hauts-de-Seine nella regione dell'Île-de-France.

## Società

### Evoluzione demografica
Abitanti censiti